# Anobiinae
Anobiinae là một phân họ bọ cánh cứng trong họ Ptinidae.

## Hình ảnh

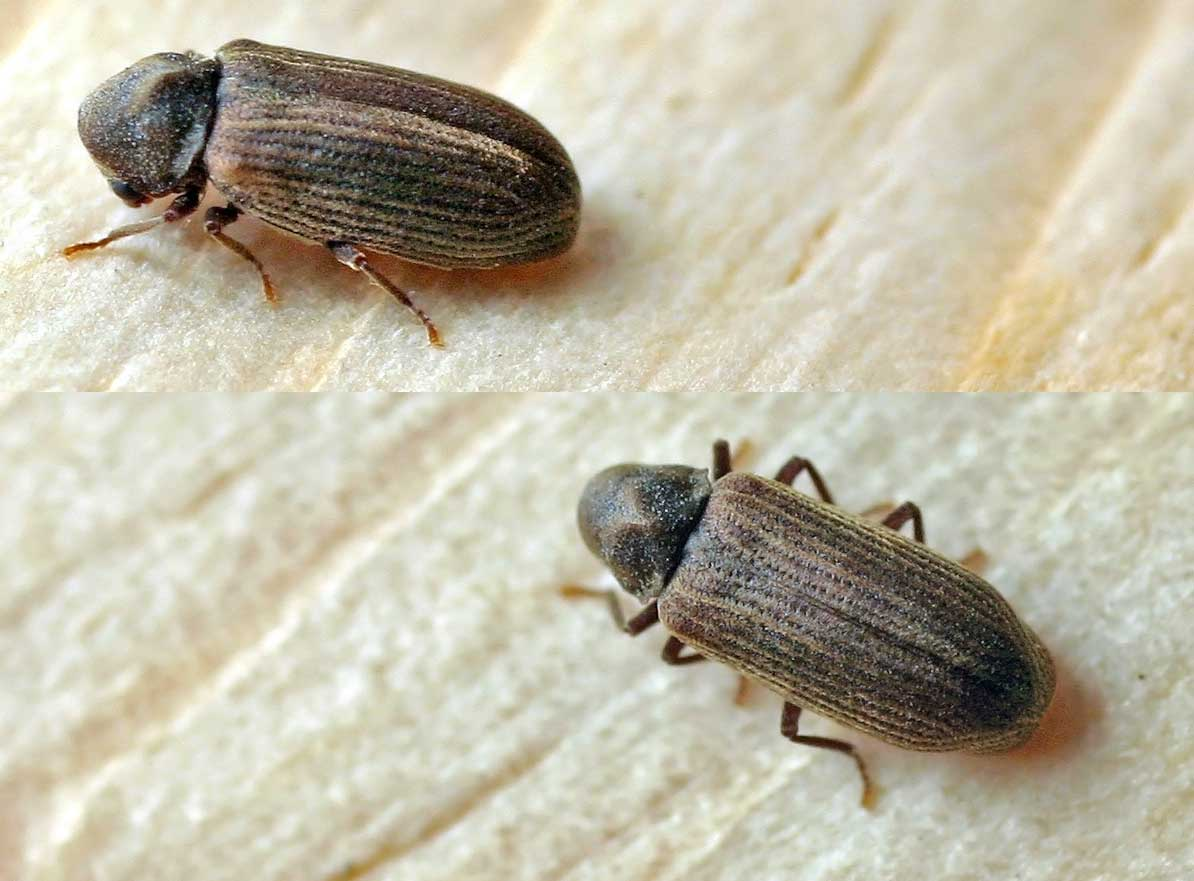